# Police politique au Second Empire
 (mai 2024).

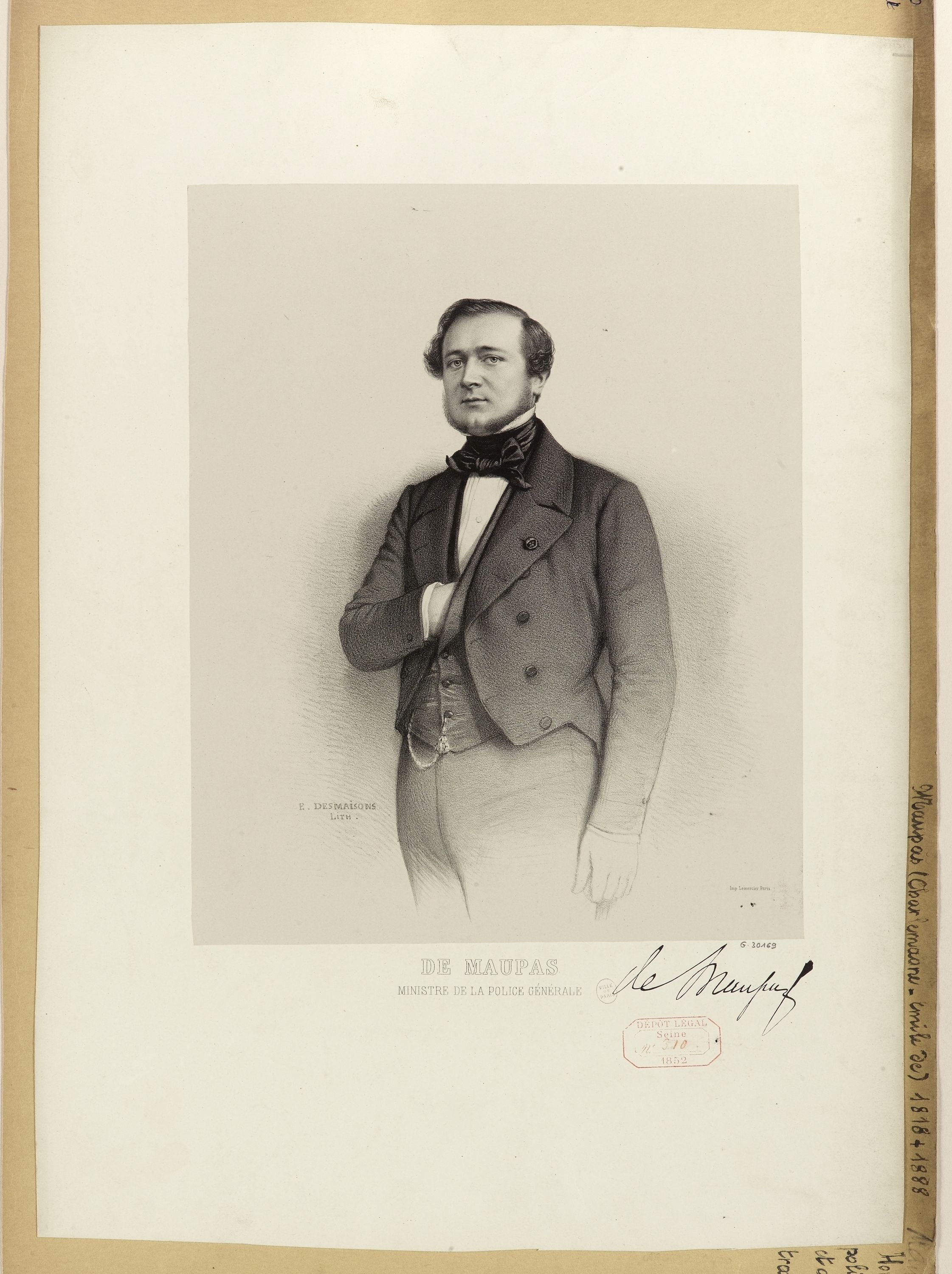
Charlemagne-Emile de Maupas, ministre de la Police Générale (1852-1853) et préfet des Bouches-du-Rhône (1860-1866).

La police politique au Second Empire rassemble tous les moyens mis en œuvre par le régime impérial de Napoléon III (1852-1870) pour sanctionner l'opposition publique ou clandestine, les crimes de réunion séditieuse, outrage à l'empereur, cris séditieux ou atteinte à la sûreté de l'Etat. 

## Renaissance du ministère de la police générale
« Restez calmes, sous peine de vous briser immédiatement contre une inflexible répression. »

— Charlemagne-Emile de Maupas, 2 décembre 1851.
Après le coup d'Etat du 2 décembre 1851, la plupart des opposants au nouveau régime sont soit internés (78 députés ont été arrêtés), soit en fuite en Belgique ou en Angleterre - la peine de mort en matière politique a été abolie en 1848. Victor Hugo est parti pour Bruxelles le 11 décembre ; Thiers est interné à Mazas avec Odilon Barrot puis exilé en Belgique avant de revenir, neutralisé, en août 1852, etc. Si les exilés sont nombreux (Edgar Quinet, Alexandre Ledru-Rollin, Louis Blanc) et vers des horizons relativement divers, la plupart reviennent rapidement en France à condition d'arrêter toute activité politique. Pour l'empereur, qui jusqu'en 1856 n'a pas d'héritier et dont l'accomplissement monarchique pourrait s'effondrer par un tyrannicide, c'est insuffisant : la France devient un régime policier qui mobilise un nombre d'agents, de brigades de gendarmerie, de commissariats et de fonds secrets jusque-là inédits. Paris se dote de quatre mille agents de surveillance ; la police de Lyon est confiée à un préfet de police dépendant directement de Paris en 1851 ; la police des chemins de fer, destinée à surveiller les allées et venues des opposants légitimistes ou républicains, est créée en 1855 ; les complots plus ou moins concrets contre Napoléon III (complot de la rue de la Reine Blanche en 1852, complot de l'Hippodrome en 1853, carbonari de la région lyonnaise et du midi...) fournissent des arguments pour les arrestations et contrôles arbitraires. La police en uniforme en province se dote toutefois d'un apparat nouveau : proche de la population, nombreuse, inspirée des gardiens de la paix de Londres, Genève et Paris, elle doit rassurer, « surveiller et séduire ». Conscient de l'impopularité d'une police illibérale dès la Deuxième République, Napoléon III se voulait rassurant dans les formes.
Le 22 janvier 1852, le ministère de la Police générale, qui avait été supprimé par Louis XVIII en 1818 après avoir été le siège de Fouché ou Decazes, est attribué à un fidèle du nouveau chef de l'Etat, l'ancien préfet Charlemagne-Emile de Maupas. Il convoitait de longue date le ministère de l'Intérieur, finalement confié au duc de Morny, demi-frère de Napoléon III ; la Police générale, disposant certes de revenus conséquents et d'un ministère rue de Varenne, apparaît comme un lot de consolation complétif des forces de l'Intérieur qui ne dure que jusqu'au 10 juin 1853 : avec neuf inspecteurs généraux et douze inspecteurs spéciaux, elle s'attache essentiellement à maîtriser les suites du coup d'Etat dans une crainte permanente d'une jacquerie, d'un « péril rouge » ou d'un soulèvement royaliste dans tous les cas peu probables, mais également à la censure des journaux et à la surveillance des élus de mauvaise volonté. Si ses compétences sont réparties dans d'autres institutions après 1853, la Police générale survit décuplée dans ses principes avec la loi de sûreté générale du 19 février 1858 en réaction à l'attentat d'Orsini le 14 janvier. Votée par 227 voix contre 24, elle donne des moyens considérables à l'Etat pour la répression arbitraire de toute tentative d'opposition - prélude pourtant à l'« empire libéral » dans les années 1860 : 2000 arrestations, 400 déportations en Algérie. Le 7 février, le général Espinasse, réactionnaire, était fait ministre de l'Intérieur et le libéral Joseph-Marie Pietri quittait la préfecture de police de Paris.

## Police des chemins de fer
Le 22 février 1855 était créée une nouvelle institution policière adaptée aux évolutions du transport qu'induisait la Révolution Industrielle : la police des chemins de fer, forte de 30 commissaires et de 70 inspecteurs.